# Barrage de Zongo
Pour les articles homonymes, voir Zongo (homonymie).
Le barrage de Zongo est un barrage situé en république démocratique du Congo (Congo-Kinshasa) sur la rivière Inkisi dans le Bas-Congo. 

## Caractéristiques
Il est équipé de 5 turbines.